# فرودگاه کراس سیتی
فرودگاه کراس سیتی (به انگلیسی: Cross City Airport) یک فرودگاه همگانی بهره‌برداری هوایی با کد یاتا CTY است که یک باند فرود آسفالت دارد و طول باند آن ۱۵۲۵ متر است. این فرودگاه در شهر کراس سیتی، فلوریدا کشور ایالات متحده آمریکا قرار دارد و در ارتفاع ۱۳ متری از سطح دریا واقع شده‌است.